# Energie din biomasă
Energia înglobată în biomasă se eliberează prin metode variate, care însă, în cele din urmă, reprezintă procesul chimic de ardere (transformare chimică în prezența oxigenului molecular, proces prin excelentă exergonic).

## Biomasă
Biomasa este partea biodegradabilă a produselor, deșeurilor și reziduurilor din agricultură, inclusiv substanțele vegetale și animale, silvicultură și industriile conexe, precum și partea biodegradabilă a deșeurilor industriale și urbane. (Definiție cuprinsă în Hotărârea nr. 1844 din 2005 privind promovarea utilizării biocarburanților și a altor carburanți regenerabili pentru transport).
Biomasa reprezintă resursa regenerabilă cea mai abundentă de pe planetă. Aceasta include absolut toată materia organică produsă prin procesele metabolice ale organismelor vii. Biomasa este prima formă de energie utilizată de om, odată cu descoperirea focului.

## Biocarburanți
Forme de valorificare energetică a biomasei (biocarburanți): 
- Arderea directă cu generare de energie termică.
- Arderea prin piroliză, cu generare de singaz (CO + H2).
- Fermentarea, cu generare de biogaz (CH4) sau bioetanol (CH3-CH2-OH)- în cazul fermentării produșilor zaharați; biogazul se poate arde direct, iar bioetanolul, în amestec cu benzina, poate fi utilizat în motoarele cu ardere internă.
- Transformarea chimică a biomasei de tip ulei vegetal prin tratare cu un alcool și generare de esteri, de exemplu metil esteri (biodiesel) și glicerol. În etapa următoare, biodieselul purificat se poate arde în motoarele diesel.
- Degradarea enzimatică a biomasei cu obținere de etanol sau biodiesel. Celuloza poate fi degradată enzimatic la monomerii săi, derivați glucidici, care pot fi ulterior fermentați la etanol.